# In San Francisco
In San Francisco je koncertní album indického hráče na sitár Ravi Shankara, vydané v roce 1967 a v roce 2001 remasterovaně na CD u Angel Records.

## Seznam skladeb
| Pořadí | Název                                        | Délka |
| ------ | -------------------------------------------- | ----- |
| 1.     | Raga Bhupal Todi - Tala Ardha Jaital         | 16:50 |
| 2.     | Spoken Introduction by Ravi Shankar (Part 1) | 0:23  |
| 3.     | Tabla Solo in Shikhar Tal                    | 7:14  |
| 4.     | Spoken Introduction by Ravi Shankar (Part 2) | 1:02  |
| 5.     | Dhun: Tala Dadra                             | 24:47 |